# Urbain Le Verrier
Urbain Le Verrier   (Saint-Lô, 11 de març de 1811 - París, 23 de setembre de 1877) va ser un matemàtic francès especialitzat en mecànica celeste i un astrònom. Va treballar a l'Observatori de París la major part de la seva vida. És especialment conegut pel descobriment del planeta Neptú utilitzant tan sols les matemàtiques.

## Vida I obra
Va néixer a Saint-Lô, a la regió de Normandia, a França. Després de ser escolaritzat a l'escola municipal del seu poble natal (que avui porta el seu nom) i al College Royal de Caen, va marxar a París on, després d'un any preparant-se a l'Institution Mayer, va ingressar a l'École polytechnique en la que es va graduar el 1833. En graduar-se, va abandonar el camí de l'enginyeria i es va unir al laboratori de Gay-Lussac per a fer recerca en química. D'aquesta recerca van sorgir els seus primers treballs publicats sobre les combinacions del fòsfor amb l'oxigen i l'hidrogen.
El 1837, a l'edat de 26 anys, va ser nomenat professor d'astronomia a l'Escola Politècnica de París. El seu interès inicial va ser l'estudi del moviment de Mercuri i, especialment, les anomalies en la posició del seu periheli respecte a les prediccions de les lleis de Kepler i de Newton. Aquest mateix any de 1837 es va casar amb Clotilde Choquet, la filla del seu mestre a l'Institution Mayer, amb qui va tenir dos fills i una filla.

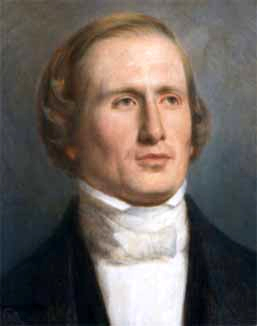
No existeixen fotografies de Le Verrier, qui sempre es va negar a ser fotografiat. Aquesta pintura procedeix dels arxius de l'Observatori de París.

Cap al 1845, es va interessar també pel moviment del planeta Urà que també presentava pertorbacions inexplicades en la seva òrbita. Animat per François Arago, va fer els càlculs que explicaven les discrepàncies entre l'òrbita observada d'Urà i la predita per les lleis de la física. Va arribar a la conclusió que hi havia d'haver un altre planeta encara no descobert en una òrbita més enllà de la d'Urà, que tirava gravitacionalment del planeta produint les anomalies en la seva òrbita. Simultàniament, però sense que cap dels dos sabés res de l'altre, John Couch Adams estava fent els mateixos càlculs. Le Verrier va comunicar a l'astrònom Johann Gottfried Galle en quin punt del cel havia d'observar per a trobar el nou planeta. El 23 de setembre de 1846, Galle va observar Neptú a només 1º de la localització predita per Le Verrier. Llavors hi va haver, i en certa manera hi continua havent, certa controvèrsia sobre quina part del crèdit del descobriment mereix cada un.
Potser galvanitzat pel seu descobriment Le Verrier va tornar al seu estudi de les pertorbacions de l'òrbita de Mercuri i les va interpretar també com a influències gravitacionals produïdes per un altre planeta (temptativament anomenat Vulcà) amb una òrbita encara més propera al Sol. Això va desencadenar una onada de falses observacions que van durar fins al 1915, quan Albert Einstein va explicar l'anomalia del moviment de Mercuri mitjançant la teoria de la relativitat general.

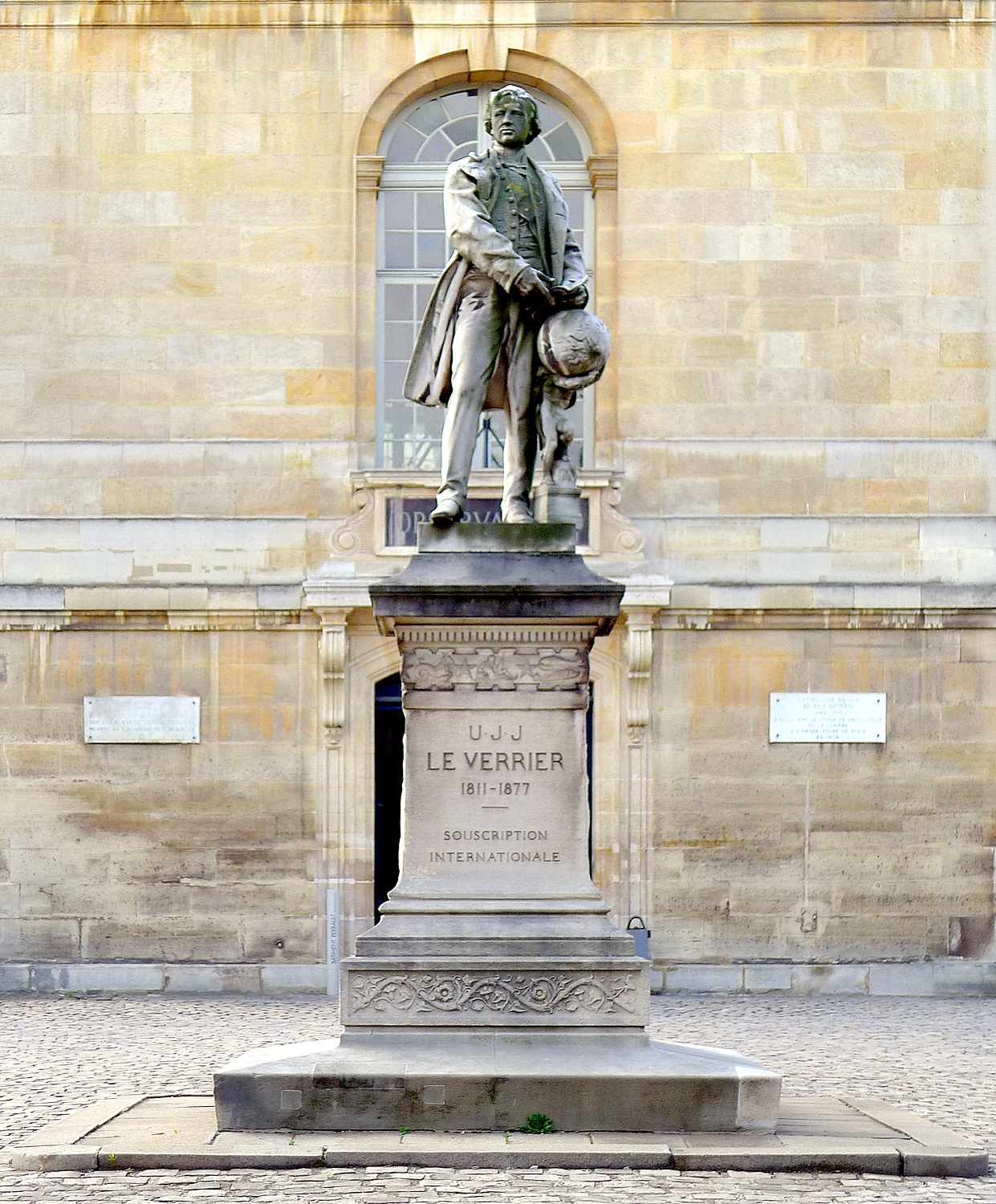
Estatua de Le Verrier a l'Observatori de París.

El 1854 es va convertir en director de l'Observatori de París i en va restaurar el prestigi que en aquella època estava en decadència, amb el ple recolzament de l'emperador Napoleó III. Però les seves dures mesures disciplinàries van provocar les protestes dels treballadors de l'observatori i Le Verrier va ser destituït com a director el 1870. Tanmateix, tres anys després va ser re-instaurat en el càrrec que va conservar fins a la seva mort. Els seus compromisos públics amb la monarquia de Juliol i amb Napoleó III van contribuir a construir una llegenda negra, que destacava el seu autoritarisme i el seu oportunisme desenfrenat.
Va guanyar la Medalla d'Or de la Royal Astronomical Society el 1868 i una altra vegada el 1876. Va morir a París el 1877.
Un cràter a la Lluna, un altre a Mart, un anell de Neptú i l'asteroide (1997) Leverrier van ser batejats en honor seu.